# Nytvenskij rajon
Il Nytvenskij rajon (in russo Нытвенский район?) è un municipal'nyj rajon (муниципальный округ) del Territorio di Perm', in Russia; il centro amministrativo è la città di Nytva.
Il distretto si trova sulla riva destra del fiume Kama.